# Bernard Clavel
Bernard Clavel (Lons-le-Saunier, 29 de mayo de 1923 - La Motte-Servolex, 5 de octubre de 2010) fue un escritor francés.

## Biografía
Nacido en un medio humilde, fue un gran autodidacta que comenzó como aprendiz pastelero a los 14 años y tuvo distintos empleos hasta acabar como periodista en los años 1950. Después de la guerra, trabajó en la seguridad social y no pudo consagrarse a la literatura hasta 1964. Residió y trabajó en muchos sitios y hasta su muerte vivió en Saboya.
Su primera novela El obrero de la noche (L'Ouvrier de la nuit, 1956) sería la primera de un centenar de libros que incluyen obras para jóvenes y numerosas novelas, a veces dispuestas en sagas como La grande patience (La gran paciencia 4 volúmenes – 1962-1968), Les Colonnes du ciel (Las columnas del cielo 5 volúmenes - 1976/1981) o Le Royaume du nord (El reino del norte 6 volúmenes 1983/1989).
En su obra, usó un lenguaje sencillo y dio mucha importancia a personajes humildes y a la defensa de valores humanistas cuestionando la violencia y la guerra.
Esa es la biografía de Bernard Clavel.

## Premios y membresías
- Premio Goncourt por Les Fruits de l'hiver: 1968
- Miembro de la Academia Goncourt 1971- 1977.
- Miembro de Coordinación francesa para el decenio de la cultura de no violencia y de paz.
- Miembro desde su creación en 2001, de No-Violencia XXI.